# Gaishorn am See
Gaishorn am See é um município da Áustria, situado no distrito de Liezen, no estado da Estíria. Tem 76,97 km² de área e sua população em 2019 foi estimada em 1.305 habitantes.